# Strømmebakken
Strømmebakken är en kulle i Antarktis. Den ligger i Östantarktis. Norge gör anspråk på området. Toppen på Strømmebakken är 1 570 meter över havet.
Terrängen runt Strømmebakken är platt söderut, men norrut är den kuperad. Trakten är obefolkad. Det finns inga samhällen i närheten. 